# Paviagroep
De Paviagroep is een belgicistische politieke denktank bestaande uit academici van beide kanten van de taalgrens die voorstellen voor een betere werking van het Belgisch federaal systeem poneert en met name de versterking van het Belgische bestuur door het invoeren van een federale kieskring.

## Hervormingsvoorstel
De groep adviseert dat in de gefederaliseerde staat België een landelijke, federale afvaardiging zou worden verkozen in een niet-geografisch gebonden kieskring. Nu worden de Kamerleden volgens provinciale kieskringen verkozen. De Belgische Grondwet zal daartoe gewijzigd moeten worden.
In deze kieskring zullen 15 van 150 Kamerzetels rechtstreeks via nationale kieslijsten verkozen worden - 9 Vlamingen en 6 Franstaligen; deze Kamerleden zullen de enigen zijn die door beide taalgroepen verkozen zijn. Naar verwachting zullen bij invoering vooral de door de politieke partijen naar voren geschoven beoogde regeringsleden zich voor de federale kieskring kandidaat (laten) stellen. De overige 135 Kamerleden zullen volgens het voorstel via provinciale kieslijsten verkozen worden.
1. Een federale kieskring: 15 van de 150 Kamerzetels worden op de gebruikelijke wijze (systeem-D'Hondt) proportioneel verdeeld in een kieskring die het volledige territorium van de federale staat omvat. De 135 andere Kamerleden worden verkozen volgens de huidige formule in de 11 kieskringen die wij hier – om kort en bondig te zijn – ‘provinciale’ kieskringen zullen noemen.
2. Een dubbele stem: elke kiezer heeft twee stemmen
3. Dubbele kandidatuur: politici kunnen zowel op de provinciale als federale kieslijst staan
4. Taalgroepen: elke politicus geeft zijn taal op
5. Gegarandeerde vertegenwoordiging: er wordt voor gezorgd dat er altijd 9 leden uit de Nederlandse taalgroep en 6 uit de Franstalige taalgroep vertegenwoordigd zijn
6. Aantal kandidaten per lijst
7. Lijstverbindingen: lijsten kunnen met elkaar verbonden worden
8. Verdeling van de zetels tussen de kandidaten
9. Herziening van de Grondwet

### Vergelijking met Brussel-Halle-Vilvoorde
De kieskring Brussel-Halle-Vilvoorde is vergelijkbaar, waarbij kiezers ook voor zowel een Nederlandstalige als Franstalige kunnen stemmen. Soms wordt het argument aangehaald dat een federale kieskring een feitelijke uitbreiding van het BHV-probleem over heel Vlaanderen tot gevolg zou hebben. Het voorstel van Pavia bevat een cruciaal verschil: het aantal zetels van de federale kieskring wordt vastgelegd op 9 Nederlandstalige en 6 Franstalige zetels. Dit betekent dat het aantal stemmen per taalgroep in feite communautair niet veel verschil maakt, tegenover BHV waar méér stemmen op een taalgroep ook betekent méér zetels van de 22 die aan de kieskring BHV zijn toegewezen, die naar die taalgroep gaan.

## Reacties en alternatieve hervormingsvoorstellen

### Politieke reacties
De voorstellen van de groep worden in politieke kringen in België op uiteenlopende wijze ontvangen. 
Voorstanders zijn de Vlaamse liberalen van Open Vld, die het in hun verkiezingsprogramma van 2007 opnamen. De Franstalige groene partij Ecolo heeft het voorstel al langer in zijn programma staan en diende in maart 2005 een wetsvoorstel in, ondertekend door  Isabelle Durant en Josy Dubié dat sprak van een kwart van de Kamerzetels. De Vlaamse groenen verklaarden ook openlijk voorstander te zijn in 2007. Ook de Franstalige liberalen van MR hebben zich al herhaaldelijk voor een federale kieskring uitgesproken, onder meer bij monde van voorzitter Didier Reynders en Europees Commissaris Louis Michel. Bij PS en cdH is men minder uitgesproken over het voorstel, maar hebben verschillende vooraanstaande leden zich er wel positief over uitgesproken. CD&V telt wel enkele voorstanders, maar is alvast geen grote voorstander. Niettemin zou boegbeeld Yves Leterme aan het voorstel gedacht hebben, om zo uit de impasse rond het dossier Brussel-Halle-Vilvoorde te komen. Maar in wezen zijn de christendemocraten tegen. Wel spraken sommige ex-premiers van de partij, namelijk Jean-Luc Dehaene, Wilfried Martens en Mark Eyskens zich al eens uit voor een federale kieskring. De Vlaamsgezinde partijen (N-VA, Lijst Dedecker en Vlaams Belang), zijn radicaal tegen. De Vlaamse socialisten spreken zich niet duidelijk uit.

### Kritieken
De voorstellen van Pavia bevatten geen echte federale kieskring. Ze garanderen immers vaste aantallen zetels voor beide grote gemeenschappen. Doordat het potentieel aan Franstalige sympathiestemmen op Vlamingen (en in casu vooral op de niet-Vlaamsgezinden) veel groter is dan andersom, is er een reële kans dat de Vlaamse zetels merkelijk duurder worden, en een grote kans dat de Vlaamsgezinde kandidaten het moeilijker krijgen om verkozen te geraken. Er is dus een reële kans dat het principe één-man-één-stem ernstig aangetast wordt. Deze aantasting heeft daarenboven een uitgesproken partijdig effect. Dat is dus een aantasting van de democratie omdat in een democratie de electorale spelregels geen voordeel mogen opleveren voor bepaalde overtuigingen.
Een andere kritiek luidt dat de vermeende voordelen van de federale kieskring veel beter op andere wijzen worden nagestreefd, manieren die niet leiden tot partijdige spelregels.

### Voorstanders
Het debat over een federale kieskring kwam in 2007 sterk op gang, onder meer als gevolg van de crisis rond de regeringsformatie. Onder de journalisten en opiniemakers spraken zich uit voor een federale kieskring: hoofdredacteur van De Morgen Yves Desmet, toenmalig hoofdredacteur van De Standaard Peter Vandermeersch, editorialist van Het Laatste Nieuws Luc Van der Kelen, voormalig journalist Walter Zinzen, journalist en historicus Marc Reynebeau, auteurs Geert Buelens, David Van Reybrouck en Jan Goossens ...

### Tegenstanders[bron?]
Anderen, waaronder Vlaamsgezinde opiniemakers, waren tegen het voorstel: de politicologen Bart Maddens en Stefan Fiers, de juristen Matthias Storme, Jeroen Van Nieuwenhove en Boudewijn Bouckaert, en voorts Rik Van Cauwelaert, journalist van De Tijd, Piet Deslé, verbonden aan Cassandra (denktank) en Lijst Dedecker. De 'Vlaamse Beweging' veroordeelde het eveneens, bij monde van zowel VVB (zie ook Peter De Roover en Jan Van De Casteele) als van het OVV en haar politieke secretaris Rudi Dierick.
Bij de politieke partijen vinden we de tegenstanders bij alle Vlaamsgezinden partijen (N-VA, Vlaams belang, LDD, en voorheen Spirit en de VU), evenals grote delen van de CD&V.

## Samenstelling
Coördinatoren en woordvoerders:
- Kris Deschouwer (VUB)
- Philippe Van Parijs (UCL & Harvard)

Andere leden:
- Marnix Beyen (UA)
- Rik Coolsaet (UG)
- Carl Devos (UG)
- Lieven De Winter (UCL en KUB)
- Marc Hooghe (KuLeuven)
- Paul Magnette (ULB)
- Marco Martiniello (ULg)
- Petra Meier (UA)
- Olivier Paye (FUSL)
- Jean-Benoit Pilet (ULB)
- Koen Raes (UG)
- Benoit Rihout (UCL)
- Gérard Roland (Berkeley en ULB)
- Dave Sinardet (UA en FUSL)
- Antoon Vandevelde (KuLeuven)
- Yannick Vanderborgt (FUSL en UCL)
- Caroline Van Wynsberghe (UCL)
- Pierre Verjans (ULg)
- Stefaan Walgrave (UA)